# Paraloxoblemmus loxoblemmoides
Paraloxoblemmus loxoblemmoides is een rechtvleugelig insect uit de familie krekels (Gryllidae). De wetenschappelijke naam van deze soort is voor het eerst geldig gepubliceerd in 1907 door Karny.